# Bastigalamigte (Hadin), Bhatkal
Bastigalamigte (Hadin) là một làng thuộc tehsil Bhatkal, huyện Uttara Kannada, bang Karnataka, Ấn Độ.